# Sinfonía n.º 34 (Haydn)

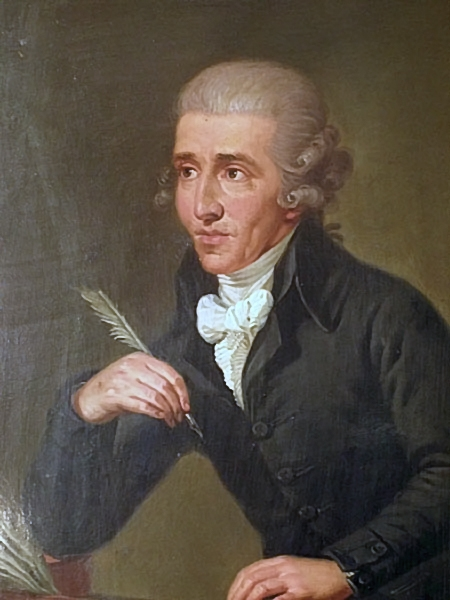
Haydn hacia 1770.

La Sinfonía n.º 34 en re menor, Hob. I:34 fue compuesta por Joseph Haydn en 1763 o en 1765.

## Historia
La producción sinfónica del maestro austríaco puede dividirse a grandes rasgos en tres bloques temporales: el primer bloque (1757-1761) se corresponde con su periodo al servicio del conde Carl von Morzin (n.º 1 - n.º 5); el segundo bloque en la corte Esterházy (1761-1790 pero con la última sinfonía para el público de Esterházy en 1781); y el tercer bloque (1782-1795) comprende las Sinfonías de París (n.º 82 - n.º 87) y las Sinfonías de Londres (n.º 93 - n.º 104). El 1 de mayo de 1761 el compositor firmó su contrato como vice-kapellmeister (más tarde kapellmeister) de la familia Esterházy, que nominalmente duró 48 años, hasta su muerte.
La composición de esta pieza se desarrolló en 1763. o en 1765 según Johnston La fecha exacta de composición es desconocida. La partitura autógrafa de esta sinfonía no ha sobrevivido y no hay nada en su instrumentación que apunte a un periodo concreto. El patrón de movimientos (lento–rápido–minueto–rápido) sugiere que pertenece a la misma época que las Sinfonías n.º 21 y n.º 22, entre 1764 y 1765. El hecho de que su movimiento de apertura esté en una tonalidad menor sugiere un parentesco con la Sinfonía n.º 49 en fa menor, de la que se sabe que fue compuesta en 1768. Los cuatro movimientos de la n.º 49 están en la tono menor, pero en la n.º 34 el tono menor sólo se utiliza en el movimiento inicial. Haydn emplea aquí un recurso que más tarde sería adoptado, en diversas formas, por grandes sinfonistas como Beethoven y Mahler: comenzar una sinfonía en una tonalidad menor y terminarla en la tonalidad mayor paralela. Esta sinfonía es además notable por ser la segunda vez que el compositor basa una sinfonía en una tonalidad menor; el propósito principal de la sinfonía hasta ese momento -como entretenimiento- había excluido en gran medida el uso de las tonalidades menores, con sus connotaciones de oscuridad, gravedad y mal humor.

## Instrumentación
La partitura está escrita para una orquesta formada por:
- Viento madera: 2 oboes y 1 fagot.
- Viento metal: 2 trompas.
- Cuerda: una sección de cuerdas con 2 violines, viola, violonchelo y contrabajo.
- Teclado: clavecín como bajo continuo.

En aquella época se solía emplear un fagot para amplificar la voz del bajo, incluso sin una notación separada. En cuanto a la participación del clavecín como bajo continuo en las sinfonías de Haydn existen diversas opiniones entre los estudiosos: James Webster se sitúa en contra; Hartmut Haenchen a favor; Jamie James en su artículo para The New York Times presenta diferentes posiciones por parte de Roy Goodman, Christopher Hogwood, H. C. Robbins Landon y James Webster. A partir de 2019 la mayor parte de las orquestas con instrumentos modernos no utiliza el clavecín como continuo. No obstante, existen grabaciones con clavecín en el bajo continuo realizadas por: Trevor Pinnock (Sturm und Drang Symphonies, Archiv, 1989-1990); Nikolaus Harnoncourt (n.º 6–8, Das Alte Werk, 1990); Sigiswald Kuijken (incluidas las Sinfonías de París y Londres; Virgin, 1988-1995); Roy Goodman (Ej. n.º 1-25, 70-78, 82-87; Hyperion, 2002).

## Estructura y análisis
La sinfonía consta de cuatro movimientos:
- I. Adagio, en re menor 3
4
- II. Allegro, en re mayor 4
4
- III. Menuet – Trio, en re mayor 3
4
- IV. Presto assai, en re mayor 2
4

La interpretación de esta obra dura aproximadamente entre 15 y 20 minutos. Esta estructura en cuatro movimientos responde a la forma, arcaica para esa época, denominada sonata da chiesa barroca, que sigue el esquema lento–rápido–lento (minueto)–rápido. El movimiento de apertura está compuesto en re menor, mientras que el resto de la sinfonía está en re mayor, que suena más alegre. Debido a esto, la pieza está marcada con dos tonalidades (re menor/re mayor) y se trata de una obra homotonal puesto que todos los movimientos están en la misma tónica. 

### I.Adagio
El primer movimiento, Adagio, está escrito en la tonalidad de do mayor, en compás de 3/4 y sigue la forma sonata. Este movimiento es tan largo como el resto de movimientos juntos. Se trata de un comienzo sombrío para una obra por lo demás brillante. Cuenta una historia desoladora; los violines anhelantes y los tonos oscuros y persistentes de la sección de trompas subrayan el estado de ánimo sombrío. Después de este notable movimiento sale el sol, por así decirlo: el resto de la obra está en modo mayor.

### II.Allegro
El segundo movimiento, Allegro, está en re mayor y en compás de 4/4. Los amplios intervalos del párrafo inicial, las frases al unísono que siguen y los numerosos solos breves para oboes y trompas muestran la fuerte influencia, como en el n.º 29, de la ópera. Está lleno de pasión y dramatismo, de tal manera que constituye un heraldo de la estética Sturm und Drang que acaba de surgir. Los amplios saltos melódicos de la idea principal y el ardiente acompañamiento parecen muy alejados de los tonos contenidos de las obras instrumentales clásicas anteriores.

### III.Menuet– Trio
El tercer movimiento, Menuet – Trio, está en re mayor y en compás de 3/4. El minueto tiene una sección de trío deliciosamente sincopada. El Trío es en realidad una especie de vals caracterizado por un tempo relajado y un acompañamiento cadencioso.

### IV.Presto assai
El cuarto y último movimiento, Presto assai, retoma la tonalidad inicial y el compás es 2/4. La obra concluye con un breve Finale marcado Presto a tres voces que está lleno de actividad. Se divide en tres grandes secciones, de las cuales la central ofrece un eco final del modo menor del movimiento inicial.